# Sbrinz

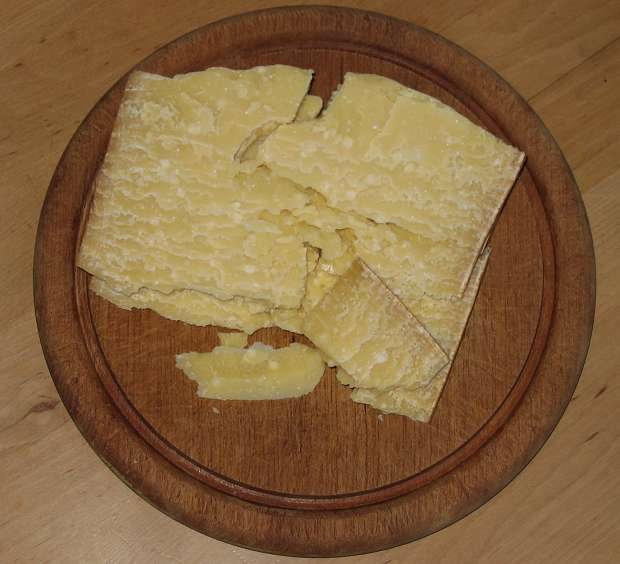
Sbrinz

Sbrinz schweizisk hårdost med aningen kristallin struktur som framför allt tillverkas i kantonerna Luzern, Obwalden och Nidwalden. De enda ingredienserna är råmjölk, löpe och salt. Då osten är mycket torr har den god hållbarhet.
Den bör lagras minst två men helst tre år innan den konsumeras, men kan utan problem lagras i fem år. Sbrinz fungerar utmärkt istället för parmesan som riven ost till pastarätter.